# Mantispa aphavexelte
Mantispa aphavexelte är en insektsart som beskrevs av U. Aspöck och H. Aspöck 1994. Mantispa aphavexelte ingår i släktet Mantispa och familjen fångsländor. Inga underarter finns listade i Catalogue of Life.